# 森昌也
森 昌也（もり まさや、1910年〈明治43年〉10月8日 - 2013年〈平成25年〉5月7日）は、日本の政治家。島田市名誉市民。
静岡県議会議員（3期）、静岡県島田市長（5期）、島田市議会議員（2期）などを歴任した。

## 来歴
1910年（明治43年）10月8日、静岡県志太郡島田町大津小路で出生。1937年（昭和12年）、東京帝国大学文学部社会学科卒業。国民精神文化研究所研究生指導科修了。
1947年（昭和22年）、島田町議会議員に初当選。在任中、議長を務めた他、近代的な市議会運営の視察のために渡米し、リッチモンド市を訪れた。島田町議会議員・島田市議会議員を2期6年務めた後、1953年（昭和28年）、島田市長に初当選し、5期20年務めた。この間、大井川の完全改修や都市改造、近隣市町村との合併や広域市町村圏の設定、上水道・下水道事業の推進、企業誘致、市立島田市民病院の開設、コミュニティの擁立や行政の近代化など、様々な施策を遂行した。また、市長在任中に国際地方自治体連合の会議でリッチモンド市のダニエル・ブラッドレイ市長と意気投合した縁で、リッチモンド市との姉妹都市提携を実現させた。1973年（昭和48年）、島田市長を退任。同年、島田市都市提携友好協会会長に就任。
1975年（昭和50年）、静岡県議会議員に初当選。3期12年務め、在任中は明政会に所属した。1980年（昭和55年）、勲三等瑞宝章（地方自治功労）を受章。1987年（昭和62年）、静岡県議会議員を退任。2004年（平成16年）11月1日、島田市名誉市民章を受章。
2013年（平成25年）5月7日、心不全のため死去。102歳没。

## 表彰・栄典
- 1957年 - 自治庁長官表彰（地方自治功労）[1]
- 1967年 - 静岡県知事表彰（地方自治功労）[1]
- 1968年 - 藍綬褒章（地方自治功労）[1]
- 1980年 -  勲三等瑞宝章（地方自治功労）[1]
- 2004年 - 島田市名誉市民章[1]

## 著書
- 地方自治戯論（1988年3月）、ISBN 978-4-7838-1213-5